# Вуд, Харви
Харви Джесс Вуд (англ. Harvey Jesse Wood; 10 апреля 1885, Беверли, Йоркшир и Хамбер — 18 декабря 1958, Тайнмут) — английский хоккеист на траве, вратарь. Олимпийский чемпион 1908 года.

## Биография
Харви Вуд родился 10 апреля 1885 года в британском городе Беверли.
Играл в хоккей на траве за «Вест-Бромвич» (закрепился в составе в 1908 году) и сборную Стаффордшира.
В том же году вошёл в состав сборной Англии по хоккею на траве на летних Олимпийских играх в Лондоне и завоевал золотую медаль, которая пошла в зачёт Великобритании. Играл на позиции вратаря, провёл 3 матча, пропустил 3 мяча (по одному от сборных Ирландии, Шотландии и Франции).
Выступал за сборную Англии только в 1908 году, провёл 7 матчей, пропустил 6 мячей.
Умер 18 декабря 1958 года в британском городе Тайнмут.